# Elasticitatea venitului
Elasticitatea venitului exprimă cât de puternic se modifică în mod relativ cererea unui bun economic, dacă venitul unui buget se modifică în mod relativ.
Exemplu: Dacă cererea unui bun economic se mărește cu 12 procente, iar venitul se mărește cu doar 10 procente, elasticitatea venitului este de 1,2.
Bun inferior: {\displaystyle \eta _{x,r}<0}

Bun superior: {\displaystyle \eta _{x,r}>0}

În mod obișnuit, elasticitatea venitului este pozitivă, excepție făcând doar bunurile inferioare. În cazul bunurilor indispensabile vieții elasticitatea venitului este mai mică decât 1 (Legea lui Engel), în cazul bunurilor de lux aceasta este mai mare decât 1. (vezi și elasticitatea prețului cererii)
În mod formal, elasticitatea venitului {\displaystyle \eta _{x,r}} se exprimă în modul următor:
{\displaystyle \eta _{x,r}={\frac {\partial x}{\partial r}}\cdot {\frac {r}{x}}},
la care: 

{\displaystyle x} = cantitatea cerută din bunul economic 

{\displaystyle r} = venitul.